# Gouttières (Puy-de-Dôme)
Gouttières – miejscowość i gmina we Francji, w regionie Owernia-Rodan-Alpy, w departamencie Puy-de-Dôme.
Według danych na rok 1990 gminę zamieszkiwało 381 osób, a gęstość zaludnienia wynosiła 15 osób/km² (wśród 1310 gmin Owernii Gouttières plasuje się na 485. miejscu pod względem liczby ludności, natomiast pod względem powierzchni na miejscu 303.).